# Edmundo Ferraz Nonato
Edmundo Ferraz Nonato (Campinas, 1 de junho de 1920 – São Paulo, 14 de abril de 2014) foi um proeminente naturalista e oceanógrafo brasileiro.
Professor emérito da Universidade de São Paulo (USP), foi fundamental na escolha e implantação da Base de Pesquisas do Instituto Oceanográfico em Ubatuba, onde foi primeiro chefe-científico, em 1955. Foi um dos primeiros brasileiros a utilizar o equipamento de mergulho inventado pelo oceanógrafo francês Jacques Cousteau. O espaço educativo da base de Ubatuba hoje leva seu nome e a coleção biológica do instituto também.

## Biografia
Edmundo nasceu na cidade de Campinas, em 1920. Depois de terminar os estudos em sua cidade, ingressou no curso de Ciências Naturais da antiga Faculdade de Filosofia, Ciências e Letras da Universidade de São Paulo (USP), em 1940. Formou-se em 1942 e em 1946, a convite do professor alemão Ernst Marcus, ingressou no doutorado, defendido em 1946, sobre sanguessugas do gênero Liostoma Wagler.
Ao fim do doutorado, foi convidado por Pierre Drach, oceanógrafo francês pioneiro no estudo de crustáceos, a passar dois anos em Roscoff, na França. Lá ele conheceu o zoólogo Pierre Fauvel que era especialista no estudo de poliquetas. Edmundo foi pioneiro no estudo de poliquetas no Brasil, vermes marinhos importantes indicadores de distúrbios ambientais, trazendo o conhecimento obtido na França.
Edmundo foi um dos pioneiros do mergulho científico no Brasil. Junto de Crodowaldo Pavan (1919 –2009) e outros colegas, Edmundo fez parte da história da genética no século XX, quando o grupo descobriu os cromossomos politênicos e dos sopros amplificados regulados, observado pela primeira vez nas células glandulares da mosca da fruta Rhyncosciara angelae.
Em 1952, Edmundo ingressou no recém-criado Instituto Oceanográfico da USP. Em 1958, publicou seu primeiro trabalho sobre poliquetas, uma descrição do Arenicola brasiliensis, que inaugurou os estudos sobre poliquetas no Brasil. Morou na base do IO em Ubatuba por 15 anos, onde fez extensivos trabalhos de campo, muitas vezes acompanhado da esposa e dos filhos pequenos.
Mudou-se para São Paulo em 1973 onde começou a trabalhar no curso de graduação do instituto. Não orientou muitos alunos, mas foi o suficiente para manter estudos sobre poliquetas e expandir a área no Brasil. Obrigado a se aposentar compulsoriamente aos 70 anos, permaneceu ativo, publicando trabalhos e fazendo campo. Em toda a sua carreira, descreveu 29 espécies e 4 subespécies de poliquetas, uma sanguessuga e um inseto da ordem Diptera.

## Morte
Edmundo continuava trabalhando, mesmo depois de aposentado. Ele morreu no dia 14 de abril de 2014, aos 93 anos, em decorrência de um acidente vascular cerebral (AVC) sofrido no estacionamento do instituto. Ele foi velado no auditório principal do Instituto Oceanográfico e seu corpo foi cremado do Crematório da Vila Alpina, na capital paulista.